# Juan Bautista Falcó
Juan Bautista Falcó Cisterna (Gerona, 23 de enero de 1865 - Barcelona, 17 de octubre de 1901) fue un abogado, periodista y publicista carlista español.

## Biografía
Era hijo de una familia carlista que había luchado en la guerra de la Independencia Española y en las guerras carlistas. Su padre, Salvador Falcó Carbonell (1812-1895), era zapatero de profesión y natural de Gerona; su madre, Carmen Cisterna Casanovas, había nacido en 1823 en Palamós. 
Ya joven colaboraba en el periódico carlista de Gerona Lo Rossinyol (1885-1887), por uno de cuyos artículos llegó a ser procesado, encarcelado y desterrado. Durante la década de 1880 comenzó como redactor en El Correo Catalán mientras estudiaba Derecho en la Universidad de Barcelona, licenciándose en 1891.
En la ciudad condal colaboró también en el semanario ilustrado Lo Crit d'Espanya (1889-1892) fundado por Francisco de Paula Oller. Fue corresponsal del periódico carlista de Vich La Comarca Leal (1889-1894) y director de su sucesor, La Comarca (1894-1900). En 1892 dirigió asimismo El Correo de la Provincia, de Tarragona, que gestionó en su primera etapa. Se distinguió en el viaje de propaganda realizado por el Marqués de Cerralbo, a quien acompañó como cronista y corresponsal.
En Barcelona dirigió junto con Mariano Fortuny Portell la Biblioteca Popular Carlista (1895-1897), revista autodefinida como «publicación mensual de propaganda», en la que se publicaron treinta tomos con abundantes grabados que incluían artículos doctrinales, biografías, discursos parlamentarios, sección militar, documentos del partido, poesías y sección de noticias, que contó con la colaboración de numerosas personalidades del movimiento carlista.
Llegaría a ser redactor jefe del principal diario carlista de Barcelona, El Correo Catalán. Fue asimismo director de El Nuevo Cruzado, órgano de la Juventud Carlista de Barcelona, y colaborador de El Correo Español y La Hormiga de Oro. También colaboró en periódicos de los tradicionalistas exiliados como El Legitimista Español, de Buenos Aires, dirigido por Francisco de Paula Oller, y Libertas, de Manila. Por su intensa actividad informativa, Falcó fue apodado el «Mencheta carlista». Falleció en octubre de 1901 víctima de una rápida enfermedad.